# Sielachy (rejon lidzki)
Sielachy (biał. Селяхі, ros. Селяхи) – wieś na Białorusi, w sielsowiecie Wawiórka, w rejonie lidzkim obwodu grodzieńskiego.
Wieś szlachecka  położona była w końcu XVIII wieku w powiecie lidzkim województwa wileńskiego. 
W okresie międzywojennym Sielachy należały do gminy Myto, a następnie do gminy Wawiórka w powiecie lidzkim województwa nowogródzkiego.
Po II wojnie światowej w granicach ZSRR i od 1991 r. w niepodległej Białorusi.